# Steiria
Steiria oder Stiria (griechisch Στειριά Steiriá (f. sg.); auch unter anderen Schreibungen und mit anderen Betonungen) hieß in der Antike ein Ort und Demos an der Ostküste von Attika. Er gehörte zur Phyle Pandionis und lag in der Küsten-Trittye Süd-Myrrhinous. Er befand sich im Norden der Bucht von Porto Rafti bei dem heutigen Ortsteil Agios Spyridonas an der Stelle Drivlia (griechisch Ντρίβλια). 

## Überlieferung
In Steiria endete die sogenannte Steirische Straße, die von Athen herführte. Pausanias berichtete, dass Peteos, der Sohn des Orneus von Aigeus einst vertrieben wurde. Er floh nach Phokis und gründete eine Stadt. Da die meisten, die ihn begleiteten aus dem Demos Steiria stammten nannte er die neue Stadt Stiris.

## Archäologische Funde
Im Norden der Bucht von Porto Rafti fand man zwei Inschriften, die belegen, dass hier Steiria lag. In der Straße Themistokleous Ecke Thermopilon, dort wo heute die Kirche Kimisis tis Theotokou steht, entdeckte man 1980 die Überreste eines spätrömischen Bades aus dem 4. Jahrhundert. Südlich auf der anderen Straßenseite entdeckte man im darauffolgenden Jahr die Grundmauern eines Gebäudes mit Apsis aus dem 5.–6. Jahrhundert. Man fand aber Tonscherben die von der klassischen Zeit bis in die Spätantike datierten. Ioannis Travlos vermutete aufgrund der Ähnlichkeit zu einem Gebäude, das man in Makrygianni freilegte, dass es sich hierbei um eine Philosophenschule handeln könnte. Etwa 160 m östlich liegt in der Straße Themistokleous Ecke Plateon die Ruine der frühchristlichen dreischiffige Basilika Agios Kiriaki. Etwa 350 m nordöstlich der Agios Spiridon Kirche befanden sich auf einem Hügel die Ruinen eines Wachturms. Am westlichen Küstenabschnitt, etwa 200 m südwestlich des römischen Bades sah Habbo Gerhard Lolling im 19. Jahrhundert im Wasser noch antike Mauerzüge und sowohl im Meer als auch an Land Marmorquader und Tonscherben.
Östlich des antiken Orts, am südlichen Abhang des Perati-Gebirges, wurde die spätmykenische Nekropole von Perati entdeckt, die fast während des gesamten Späthelladikums III C (ca. 1190–1070 oder 1050 v. Chr.) genutzt wurde und belegt, dass in der Nähe eine oder mehrere Siedlungen existiert haben müssten, die in dieser Zeit – nach Ende der Mykenischen Palastzeit – offenbar eine Blüte erlebten. 1893, nachdem einige Gräber von Grabräubern geplündert worden waren, unternahm Valerios Stais erste Ausgrabungen. Von 1953 bis 1963 leitete Spyros Iakovidis systematische Grabungen und entdeckte 192 Kammer- und 26 Schachtgräber. Es gab Einzel- und Familiengräber, in den meisten Gräbern wurde der unverbrannte Leichnam beigesetzt – nur einige enthielten Urnen. Die Kammergräber wurden mit Steinen verschlossen und der Dromos mit Erde verfüllt. Die Funde, die zum Teil im Museum von Brauron ausgestellt sind, datieren etwa von 1190 v. Chr. bis 1075 v. Chr. (SH IIIC).
Etwa 50 m nordöstlich fand man einen Steinbruch aus dem vermutlich das steirische Baumaterial stammte, dass in einer Inschrift aus Eleusis erwähnt wurde. Da der Steinbruch nah an der Küste lag, konnten die gebrochenen Steine gut per Schiff abtransportiert werden.

## Söhne und Töchter des Demos
- Polemon von Athen (etwa 350 – 270/269 v. Chr.), Philosoph
- Theramenes (455 – 404 v. Chr.), Politiker
- Thrasybulos (440 – 388 v. Chr.), attischer Stratege
- Hegesander